# Scyracepon tuberculosa
Scyracepon tuberculosa är en kräftdjursart som beskrevs av Tattersall 1905. Scyracepon tuberculosa ingår i släktet Scyracepon och familjen Bopyridae. Inga underarter finns listade i Catalogue of Life.